# سيمولا (إستونيا)
سيمولا (بالإنجليزية: Simula)‏، هي قرية في هانجا باريش، ريف فورو، جنوب شرق إستونيا. في إحصاء إستونيا السكاني لعام 2011، كان عدد السكان هو 18 مواطنًا.
يوجد في سيمولا ثلاثة بحيرات: فالاما كلاجرف (المنطقة 4.4 ha)، فالاما بيرجرف، فالاما فاهيجرف.